# 天龍寺

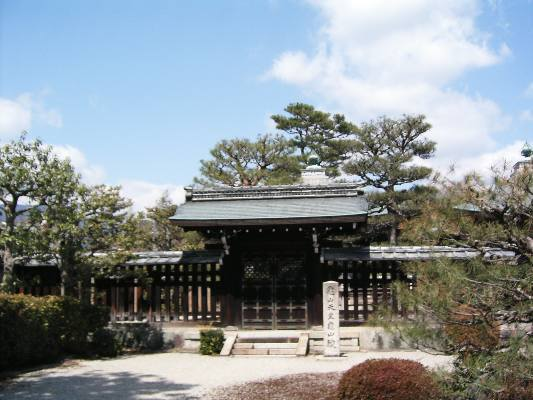
亀山天皇陵

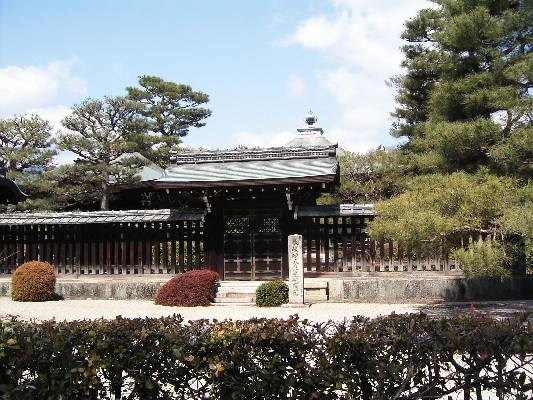
後嵯峨天皇陵

天龍寺（てんりゅうじ）は、京都市右京区嵯峨天龍寺芒ノ馬場町にある臨済宗天龍寺派の大本山の寺院。山号は霊亀山（れいぎざん）。本尊は釈迦三尊。正式には霊亀山天龍資聖禅寺（れいぎざんてんりゅうしせいぜんじ）と号する。開基（創立者）は足利尊氏、開山（初代住職）は夢窓疎石である。足利将軍家と後醍醐天皇ゆかりの禅寺として京都五山の第一位とされてきた。「古都京都の文化財」としてユネスコ世界遺産に登録されている。

## 歴史

### 草創
平安時代初期、嵯峨の地には橘嘉智子（嵯峨天皇の皇后）が開いた檀林寺があった。その後、約4世紀を経て荒廃していた檀林寺の地に後嵯峨天皇（在位1242年 - 1246年）とその第3皇子である亀山天皇（在位1259年 - 1274年）は大覚寺統（亀山天皇の系統）の離宮を営み、「亀山殿」と称した。
後醍醐天皇（亀山天皇の孫）の始めた建武の新政に反発して足利尊氏が天皇に反旗を翻すと、対する天皇は尊氏追討の命を出した。暦応元年/延元3年（1338年）、尊氏は征夷大将軍に任じられた。後醍醐天皇が吉野で崩御したのは、その翌年の暦応2年/延元4年（1339年）であった。対立していた後醍醐天皇の崩御に際して、その菩提を弔う寺院の建立を尊氏に強く勧めたのは、当時、武家からも尊崇を受けていた禅僧・夢窓疎石であった。尊氏が後醍醐天皇の菩提を弔うため、北朝の治天である光厳上皇に奏請し、院宣を以って離宮であった亀山殿を寺に改めたのが天龍寺である。寺号は、当初は年号をとって「暦応資聖禅寺」と称する予定であったが、尊氏の弟であった直義が、寺の南の大堰川（おおいがわ、保津川）に金龍の舞う夢を見たことから「天龍資聖禅寺」と改めたという。寺の建設資金調達のため、天龍寺船という日元貿易船（寺社造営料唐船）が仕立てられたことは著名である。落慶供養は後醍醐天皇七回忌の康永4年（1345年）に行われた。この創建奉行の任にあった諏訪円忠の所領で仁和寺の荘園とされる四宮荘から300貫文が天龍寺の供養料（維持費？）として貞和2年（1346年）に寄進されることとなった。
創建後の40年以内に4度の大火に見舞われており、延文3年（1358年）1月に伽藍が焼失（1回目の大火）、貞治6年（1367年）2月にはまたも伽藍が焼失した（2回目の大火）。応安6年（1373年）9月に仏殿、法堂、三門などが焼失（3回目の大火）、康暦2年（1380年）12月には庫裏などが焼失した（4回目の大火）。
天龍寺は応永17年（1410年）以来、京都五山の第一位として栄え、寺域は約950万平方メートル、現在の嵐電帷子ノ辻駅あたりにまで及ぶ広大なもので、子院150か寺を数えたという。しかし、前述した幾度の大火に被災したことで、創建当時の建物はことごとく失われた。また、香厳院は柏庭清祖（第2代将軍足利義詮の庶子）が開山として開いた塔頭だが、以降足利家から清久（後の足利政知）や清晃（後の足利義澄）らを院主や僧として迎え入れている。
文安4年（1447年）7月には伽藍が焼失し（5回目の大火）、応仁2年（1468年）9月、応仁の乱に巻き込まれてまたも伽藍が焼失した（6回目の大火）。

### 戦国時代以降
天正13年（1585年）には豊臣秀吉により寺領1,720石が寄進された。文禄5年（1596年）の慶長伏見地震で建物が倒壊。その後復興し、慶長9年（1604年）には徳川家康により寺領7,020石が安堵された。
しばらくは安泰であったが、文化12年（1815年）1月に法堂、方丈などが焼失した（7回目の大火）。
元治元年（1864年）7月に起こった禁門の変（蛤御門の変）では長州藩兵が当寺に立て籠もり、それを見た幕府軍や薩摩藩兵は当寺に攻め寄せる構えを見せた。すると、長州藩兵は本格的な戦いになる前に当寺から脱出していった。しかし、村田新八が指揮する薩摩藩兵は当寺に乱入し乱暴狼藉を行って什器を略奪するなどした。その後、薩摩藩兵が大砲を撃ち込んだことにより当寺は大火災となって伽藍が焼失した（8回目の大火）。
この後、明治時代後半になりようやく再建される。なお、方丈の西側にある曹源池（そうげんち）庭園にわずかに当初の面影がうかがえる。
また、「天龍寺文書」と呼ばれる2,500点余りの文書群を所蔵しているが、中世以来の文書は度々の火災で原本を失ったものが多く、関係の深い臨川寺の文書が後に天龍寺に多数移されたこともあって、「一般に天龍寺文書といわれるが、現実には臨川寺文書が多数を占める」とまで言われている。これに対して近世のものは寺の日記である「年中記録」などの貴重な文書が伝えられている。ともに、中世・近世の京都寺院の状況を知る上では貴重な史料である。
方丈の北側には、宮内庁管理の亀山天皇陵と後嵯峨天皇陵がある。
1962年（昭和37年）5月7日、天龍寺にて湯川秀樹主宰による第一回科学者京都会議が開催。日本版のパグウォッシュ会議といえる会議で、世界に向け核兵器禁止条約締結の必要性がアピールされた。

## 境内
境内東端に勅使門があり、参道は西へ伸びている。これは通常の禅宗寺院が原則として南を正面とし、南北に主要建物を並べるのとは異なっている。参道両側に塔頭（山内寺院）が並び、正面に法堂（はっとう）、その奥に大方丈、小方丈、庫裏、多宝殿などがあるが、いずれも近代の再建である。
- 法堂 - 仏殿でもある。当寺の本堂。禅寺の中心堂宇としては珍しい寄棟造単層の建物。禁門の変（蛤御門の変）で村田新八率いる薩摩藩兵の兵火にかかり、寺の建築物の大半が焼失した中でなんとか残った塔頭・雲居庵の禅堂を、当時の管長であった峨山禅師が現在地に移築し、1900年（明治33年）に法堂兼仏殿としたもの。2000年（平成12年）秋に開山夢窓国師650年遠諱の記念事業として耐震性も考慮して修復された。法堂正面須弥壇には釈迦三尊像を安置し、後の壇には光厳上皇の位牌と歴代住持の位牌および開山夢窓疎石と開基足利尊氏の木像が祀られ、仏殿としても使用されている。法堂正面には、雲水が座禅修行するための禅堂だった名残である、「選佛場」と書かれた額が掲げられている。
天井画の雲龍図は、1899年（明治32年）に鈴木松年によって和紙に描いてから天井に貼付する方法で製作されたが、損傷が激しかったため1997年（平成9年）、加山又造により八方睨みの龍の雲龍図[注釈 4]が製作された。法堂の天井中央に厚さ3センチメートルの杉板159枚を貼り合わせ、全面に漆を塗り、さらに白土を塗った上に直径9メートル二重円相に直接墨色で描かれた。鈴木松年による雲龍図の一部は大方丈に保存されており、毎年2月に大方丈で一般公開されている。
- 大方丈 - 1899年（明治32年）再建。正面と背面に幅広い広縁を持ち、さらにその外に落縁が巡らされている。正面（大方丈東側）にある扁額「方丈」は第8代管長であった関牧翁老師の筆。本尊は釈迦如来坐像（重要文化財）。この像は、天龍寺造営よりも古い平安時代後期の作とされる。天龍寺が受けた8度の火災に罹災せず、天龍寺に祀られる仏像の中で最も古い像。大方丈の内部は六間取り（表3室、裏3室）の方丈形式で、中央の「室中の間」は本尊を祀る48畳敷き、その左右の部屋はともに24畳敷き。大方丈の西側（裏側）は曹源池庭園と面しており、この庭園は大方丈東側にある中門から行き来することができる。東西を仕切る襖には1957年（昭和32年）作の物外道人[注釈 5]筆になる雲龍の絵が描かれている。
- 方丈庭園 - 枯山水庭園。
- 小方丈 - 1924年（大正13年）再建。書院でもある。2列に多くの部屋が並び、来客や接待や様々な行事、法要などに使用される。
- 庫裏 - 1899年（明治32年）再建。切妻造の屋根下の大きな三角形の壁を正面に見せ、白壁を縦横に区切ったり、曲線の梁を用いたりして装飾性を出した建物。玄関には、天龍寺派管掌兼天龍寺住職だった平田精耕老師筆達磨図が描かれた大衝立、火盗双除伽藍守護を祈願して韋駄天像が置かれている。
- 曹源池庭園（国指定特別名勝・史跡） - 方丈裏庭。夢窓疎石による作庭。池泉回遊式庭園で嵐山や亀山を取り込んだ借景式庭園である。
- 茶室「祥雲閣」 - 1934年（昭和9年）建築。表千家にある茶室「残月亭」を写したもの。
- 茶室「甘雨亭」 - 1934年（昭和9年）建築。名称は裏千家第14代家元淡々斎の命名である。
- 多宝殿 - 1934年（昭和9年）建立。当時の管長であった関精拙老師による近代建築だが、鎌倉時代頃の入母屋造の建築様式を用いている。これは、後醍醐天皇の吉野行宮時代の紫宸殿の様式と伝えられている。小方丈の西北と屋根付きの渡り廊下で繋がっている。この渡り廊下は小川の大堰川を横切っている。後醍醐天皇の木像を安置する祠堂で、中央にある像の両側に歴代天皇の尊牌が祀られている。南側に拝堂をもち、その正面に1間の階段付き向拝があり、上がると広縁になる。相の間と繋がって背後に祠堂がある。この場所は亀山上皇が離宮を営んだ際に後醍醐天皇が学問所とした場所である。
- 僧堂 - 天龍寺の専門道場。一般には公開されていない。
- 百花苑 - 1983年（昭和58年）整備。
- 北門 - 1983年（昭和58年）建立。北門を出ると嵐山の名所である「竹林の小径」に出る。
- 友雲庵
- 禅堂
- 龍門亭 - 2000年（平成12年）再建。
- 精耕館 - 2000年（平成12年）に天龍寺国際宗教哲学研究所として建築された。現在は天龍寺史編纂所となっている。
- 亀山天皇亀山陵 - 法華堂形式の陵である。亀山殿法華堂と呼ばれた。現在は宮内庁が管理している。
- 後嵯峨天皇嵯峨南陵 - 法華堂形式の陵である。嵯峨殿法華堂と呼ばれた。現在は宮内庁が管理している。
- 鐘楼
- 経堂
- 八幡社 - 鎮守社。霊庇廟と呼ばれた。1875年（明治8年）に現在地に移された。
- 前庭（国指定特別名勝・史跡） - 勅使門から法堂までの間の庭。
- 放生池
- 勅使門（京都府指定有形文化財） - 四脚門。寺内最古の建物である。元々は慶長年間（1596年 - 1615年）に建てられた御所・明照院の門である。そもそも伏見城の門であり、その後、御所に移築されたともいう。寛永18年（1641年）に現在地に移築された。
- 中門（京都府指定有形文化財） - 慶長年間建立。
- 総門

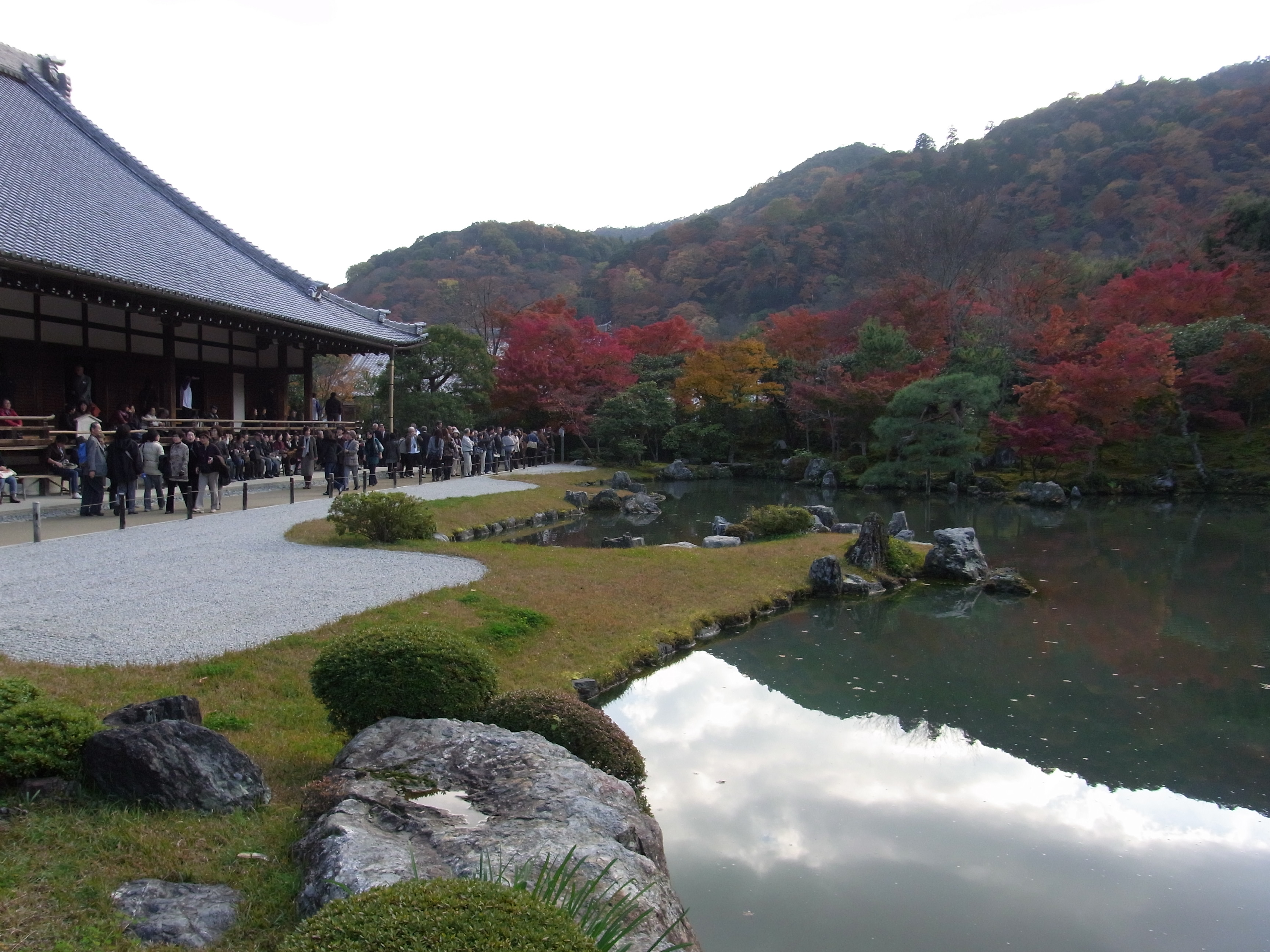
紅葉の大方丈と曹源池
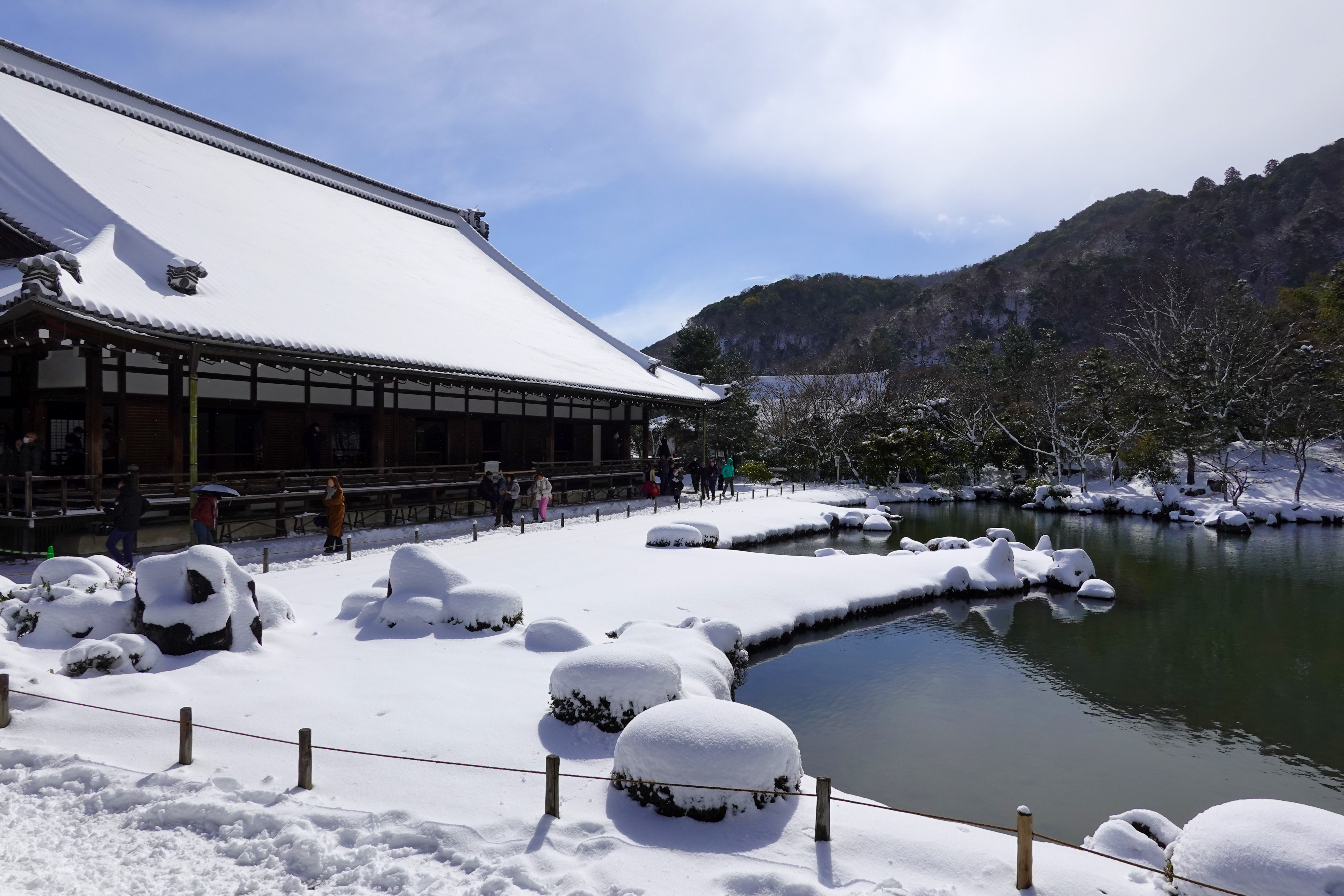
雪の大方丈と曹源池
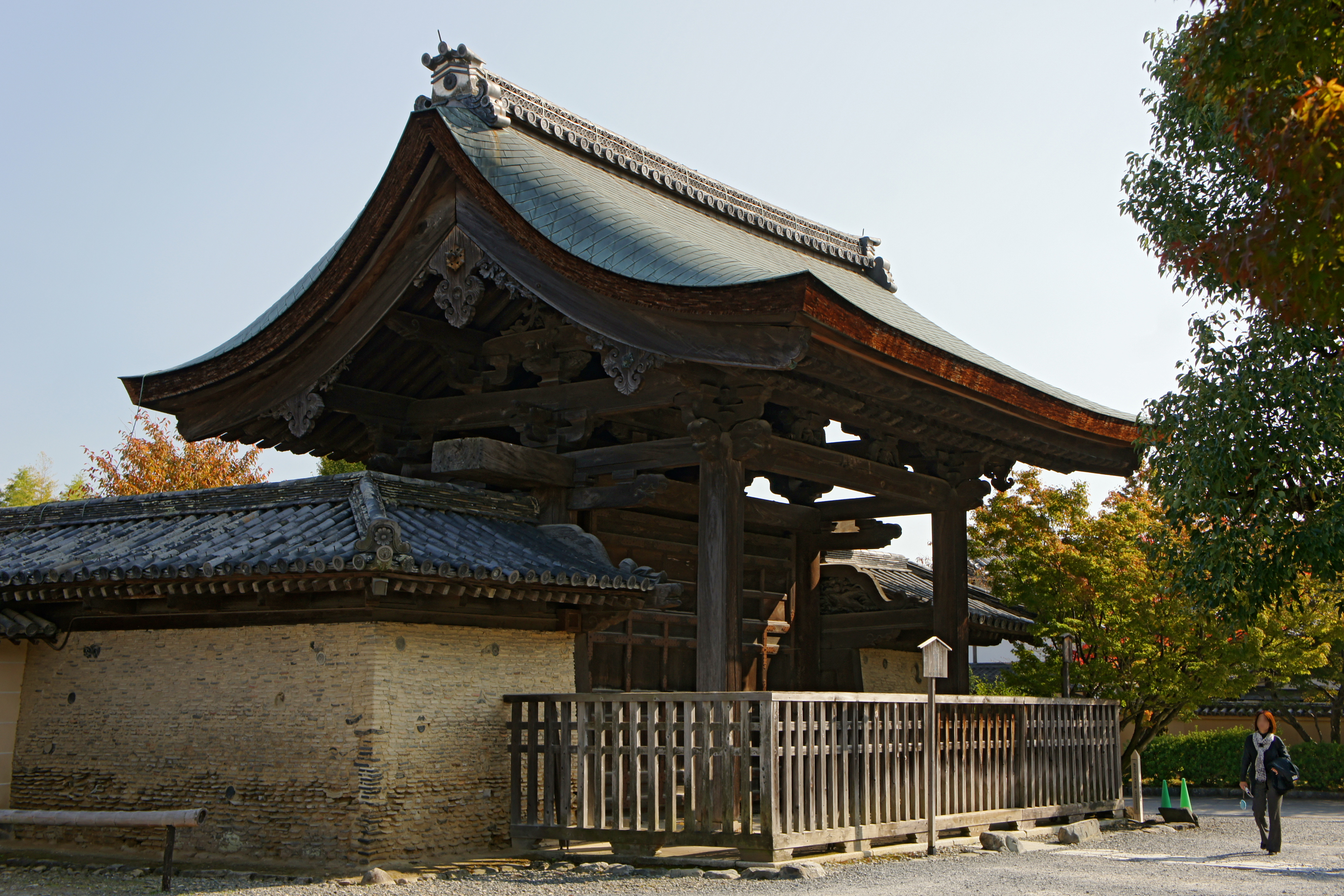
勅使門
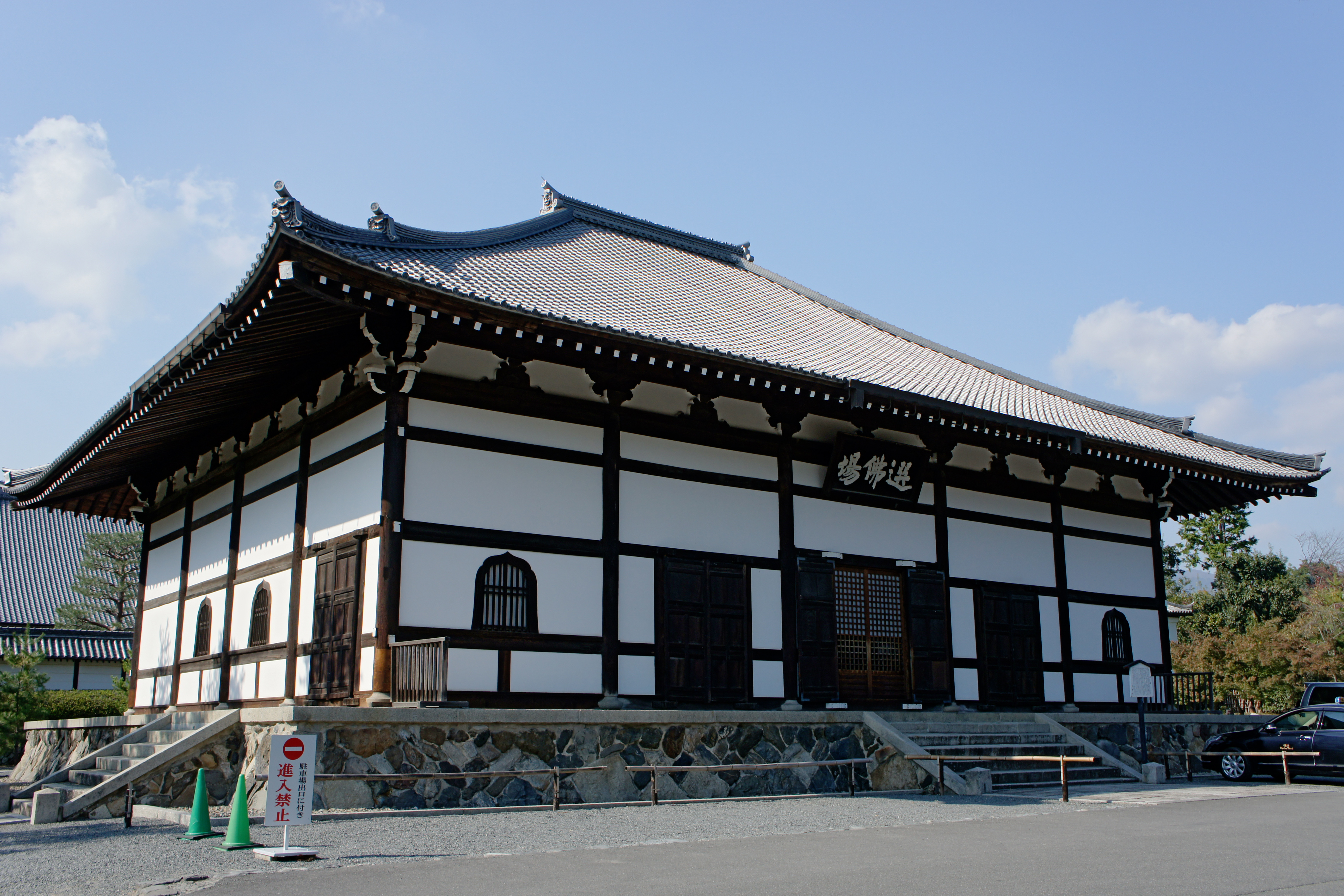
法堂
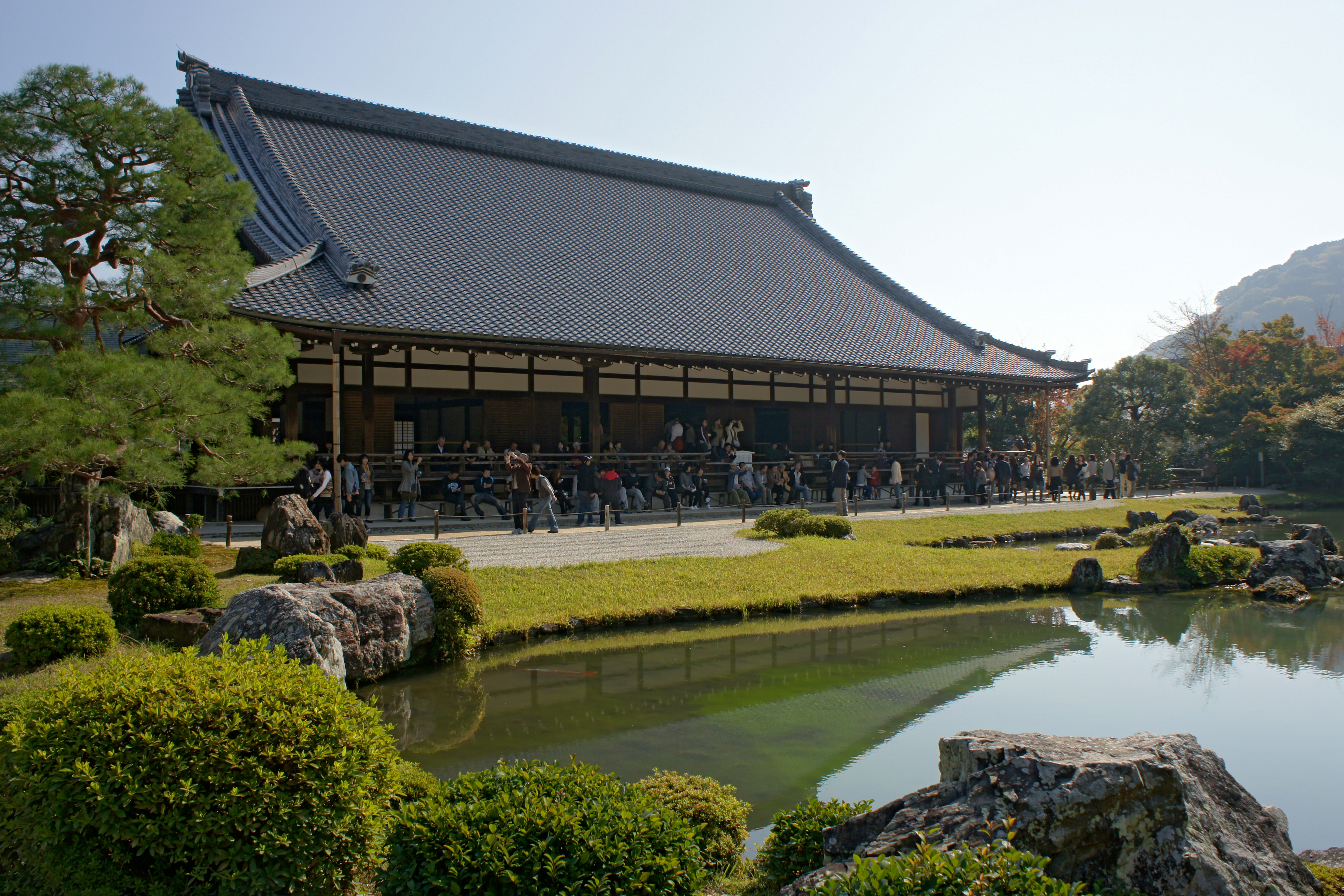
大方丈
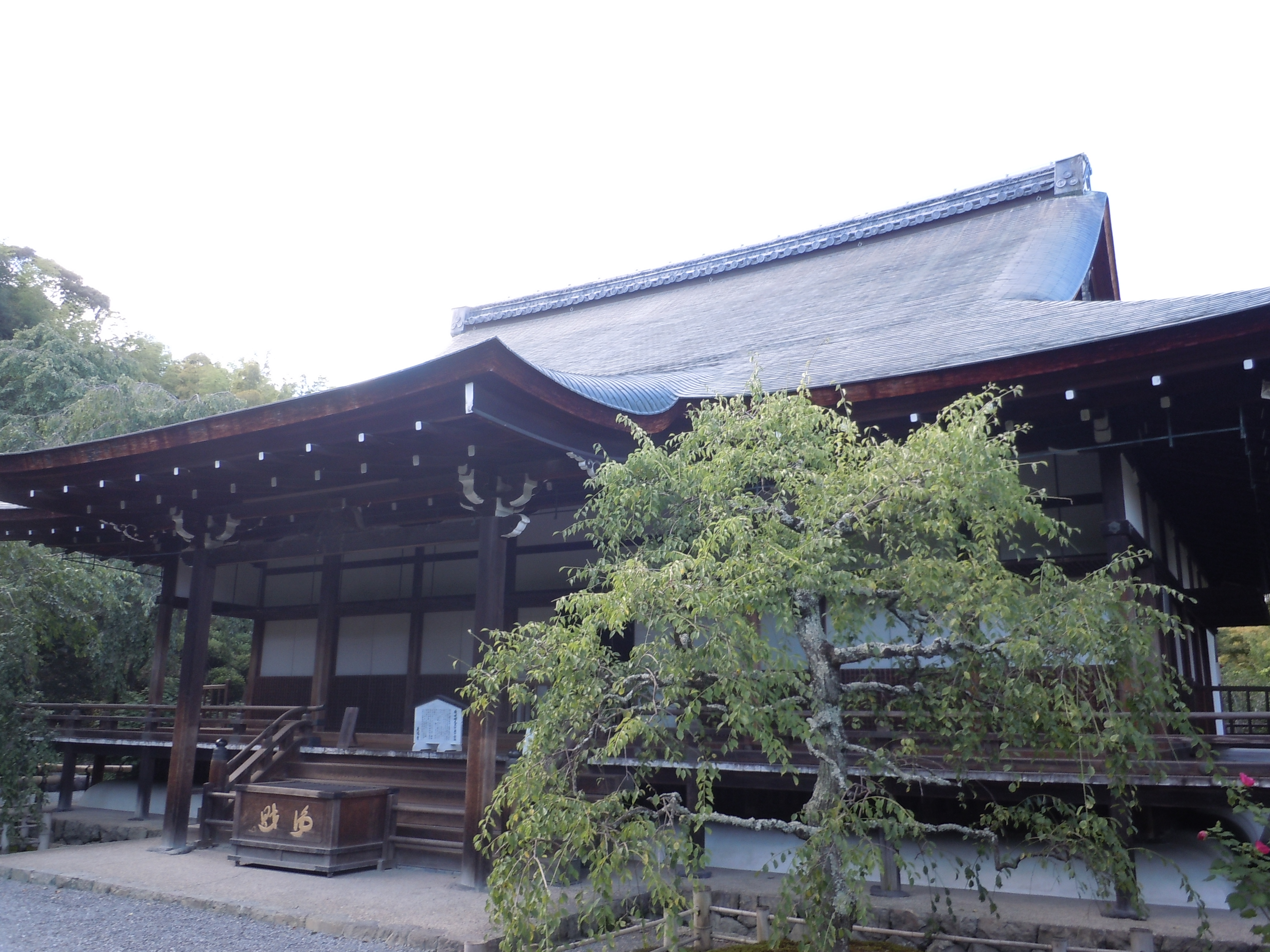
多宝殿

### 塔頭
- 松厳寺（松岩寺） - 文和2年（1353年）の創建。四辻善成の建立で、晦谷祖曇を開祖としている。天龍寺七福神の福禄寿天を祀る小堂があり、墓地には坂本龍馬立像がある。
- 慈済院 - 貞治2年（1363年）の創建。無極志玄を開山としている。天井にある龍の絵図は里見米庵筆。
- 弘源寺 - 永享元年（1429年）、細川持之が玉岫英種[注釈 6]を開山に迎えて創建した[4]。
- 三秀院 - 天龍寺三秀院派の本寺。応永元年（1368年）に夢窓国師の直弟子で天龍寺第16世を務めた不遷法序和尚を開祖として創建されたが、応仁の乱の兵火で焼失。寛文2年（1662年）に天外承定禅師により再興、再び明和6年（1769年）の大火で焼失等を繰り返した。現在地に移転したのは1908年（明治41年）である。東向大黒天像は後水尾天皇勅願の嵯峨人形であって、比叡山・上野寛永寺の大黒天と共に日本の三大黒天として有名である[5]。
- 南芳院
- 宝厳院 - 寺伝では寛正2年（1461年）に細川頼之が聖仲永光を開山に迎えて現在の京都市上京区に創建したという。明治時代に天龍寺塔頭弘源寺内に移転する。2002年（平成14年）に妙智院の旧地である現在地に移転した。策彦周良によって作庭された「獅子吼の庭」がある。
- 永明院 - 太岳周崇禅師（夢窓国師三世の法孫）が応永20年（1413年）に開創した。妙心寺塔頭退蔵院の国宝「瓢鮎図」には当時の五山を代表する禅僧が賛詩を寄せており、序文と第一句を書いたのが太岳周崇禅師である[6]。
- 等観院
- 寿寧院
- 妙智院 - そもそもは現在宝厳院がある場所にあった。
- 金剛院 - 貞治3年（1364年）普明国師春屋妙葩により、光厳上皇の寿塔として建立されたと伝えられている[7]。

## 天龍寺十境
貞和2年（1346年）に夢窓は亀山十境後の天龍寺十境を創設。
- 普明閣（ふみょうかく）
- 絶唱谿（ぜっしょうけい）
- 霊庇廟（れいひびょう）
- 曹源池（そうげんち）
- 拈華嶺（ねんげれい）
- 渡月橋（とげつきょう）
- 三級巌（さんきゅうがん）
- 万松洞（ばんしょうどう）
- 龍門亭（りゅうもんてい） - 曹源池の南側に位置する建物で2000年（平成12年）開山夢窓国師650年遠諱記念事業として、龍門亭を再現したもの。精進料理店「篩月」（しげつ）が営業している。
- 亀頂塔

大方丈東側の中門から天龍寺北門までに広がる、曹源池、望京の丘、百花苑を含む庭園は一般開放されている。

## 文化財

### 国指定特別名勝・史跡

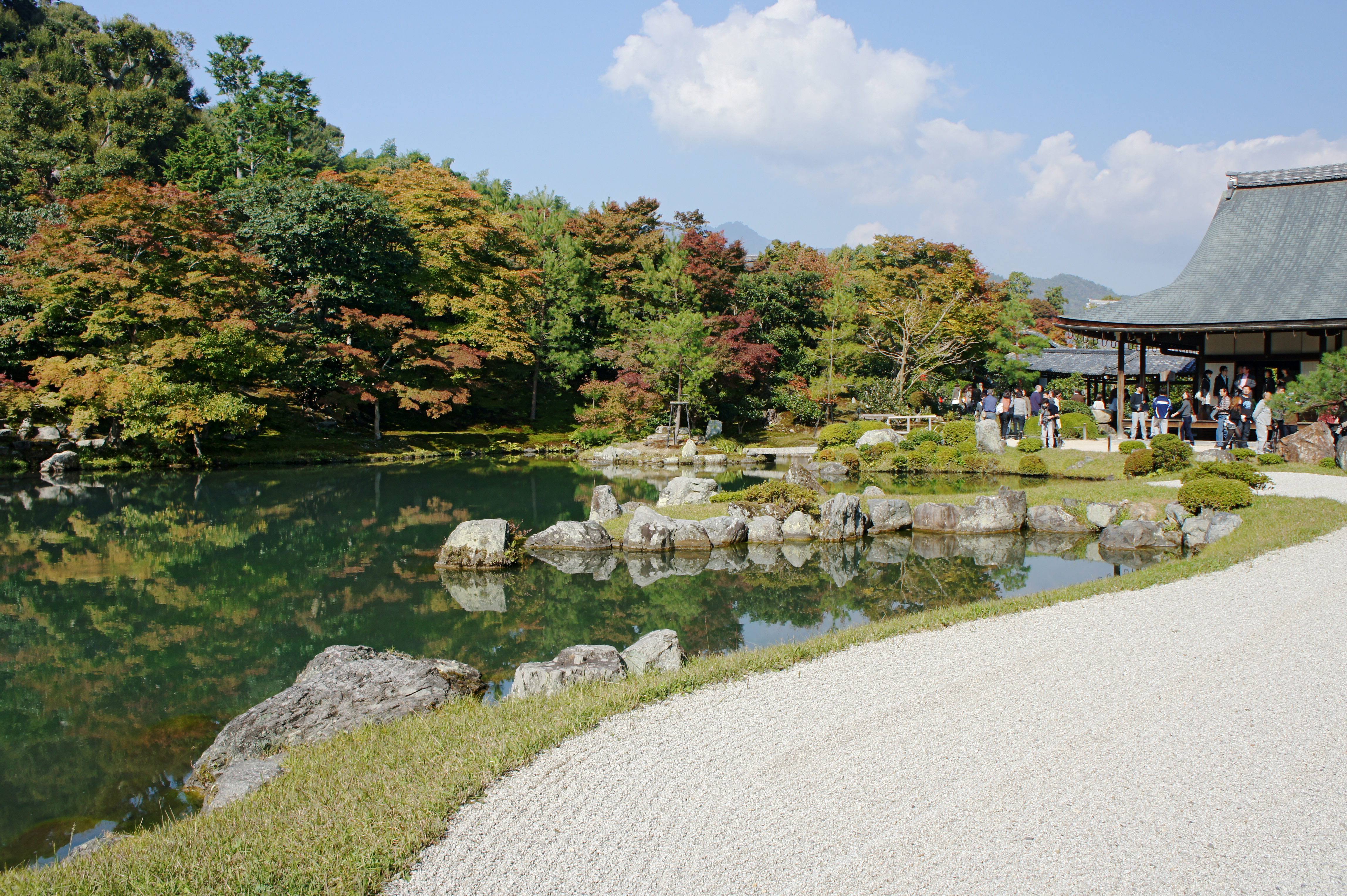
庭園

- 庭園 - 特別名勝および史跡の指定範囲は、前庭と方丈裏庭[9]。前庭は、勅使門から放生池を経て法堂に至る境内中心部を指す。方丈裏庭は曹源池を中心とした池泉回遊式庭園で、夢窓疎石の作庭。

### 重要文化財
- 絹本著色夢窓国師像 徳済の賛あり
- 絹本著色夢窓国師像 暦応庚辰仲秋の自賛あり
- 絹本著色夢窓国師像 木訥叟（夢窓）自題あり[注釈 7]
- 絹本著色観世音菩薩像
- 絹本著色清涼法眼禅師像・雲門大師像
- 木造釈迦如来坐像
- 遮那院御領絵図
- 往古諸郷館地之絵図
- 応永鈞命絵図
- 東陵永璵[注釈 8]　墨蹟
- 北畠親房消息
- 臨川寺領大井郷界畔絵図 貞和三年仲冬夢窓疎石裏書[11]

典拠：2000年までの指定物件については、国宝・重要文化財大全 2000による。

### 京都府指定有形文化財
- 勅使門[12]
- 中門[13]
- 木屋番匠掟書[14]

## 主な行事
- 2月3日　節分祭　豆まきが行われる。また当日は各塔頭を巡る天龍寺七福神めぐりが実施される。
- 9月15日　後醍醐天皇忌　後醍醐天皇の命日に行われる法要。
- 10月30日　開山忌　開山夢窓疎石の忌日法要。

## 天龍寺と映画
天龍寺は明治の活動大写真の時代から京都の映画人に愛され、映画のロケ地に数多く使われた。現在では映画のロケは断っているが、撮影所や嵐電からの近さ、武家屋敷のようなたたずまいや、近くに渡月橋や峡谷もあり、変化の多い風景から大正期には毎日1、2組がロケをするほどだった。1912年（明治45年）に日活が創立されると、1月、2月には必ず大雪になるというので、毎年のように尾上松之助主演の『実録忠臣蔵』雪中討入りの場面がここで撮影された。
戦時中は出征も戦没もすべて神社優先となり、寺院は経済的に苦しくなり、監督の稲垣浩は天龍寺から「たまにはロケをしてくださいよ」と頼まれたことがあったという。戦後、『柳生武芸帳』（稲垣浩監督）での三船敏郎と鶴田浩二の大チャンバラや、『大岡政談 完結篇』（伊藤大輔監督）での、大河内傳次郎演じる丹下左膳が死の決心をする悲愴な場面はここで撮られていた。

## 天龍寺七福神めぐり
天龍寺七福神めぐりは節分（2月3日）に天龍寺の総門前、法堂前で福笹を受け、境内塔頭7寺を巡る。七福神が開扉され、お札を授かり一年の幸福を祈願する。
三秀院（東向大黒天）、慈済院（水摺大弁財天）、弘源院（三国伝来毘沙門天）、松厳寺（福禄寿）、妙智院（宝徳稲荷）、寿寧院（赤不動明王）、永明院（恵比寿）の7塔頭になる。当日は境内で節分の豆撒きも実施される。

## 前後の札所
神仏霊場巡拝の道
87 松尾大社　-　88 天龍寺　-　89 大覚寺

## 所在地
- 京都府京都市右京区嵯峨天竜寺芒ノ馬場町68

## アクセス
- 京都市営バス「嵐山天龍寺前」・京都バス「京福嵐山駅前」バス停下車すぐ。
- 嵐山駅 (京福電気鉄道)下車徒歩6分。
- トロッコ嵐山駅（嵯峨野観光鉄道）下車徒歩10分。
- 嵯峨嵐山駅（JR西日本）下車徒歩13分。
- 嵐山駅 (阪急)下車徒歩15分。